# Die zweite Frau (1917)
Die zweite Frau ist ein deutsches Stummfilm-Melodram aus dem Jahre 1917 von Richard Oswald mit dem Ungarn Alexander von Antalffy und Eva Speyer in den Hauptrollen. Die Geschichte basiert auf einem Roman von Eugenie Marlitt.

## Handlung
Deutschland im 19. Jahrhundert. Baron von Mainau heiratet die verarmte Liane Gräfin Trachtenberg, weil er eine Frau für die Erziehung seiner Kinder benötigt. Sie ist bereit zu dieser Vernunftsehe, da dies für die Komtess eine gesellschaftliche wie ökonomische Absicherung bedeutet. Durch ihr raisonables und ruhiges Verhalten bringt Baron Mainaus zweite Frau, so der Filmtitel, allmählich Ordnung und Linie in den Haushalt und kann sogar final die Liebe des Gatten erringen. 
Doch Liane entdeckt auch ein dunkles Familiengeheimnis der Mainaus: Es gibt dort eine Inderin, die der unter mysteriösen Umständen verstorbene Vater des Schlossherrn einst geheiratet hatte. Darüber hinaus schwirrt der machthungrige und wenig skrupelbehaftete Onkel Gisbert umher, und ein gespenstischer Jesuit, eine dürre, angsteinflößende Gestalt mit pechschwarzem Haar und durchbohrendem Blick, gibt einen weiteren Finsterling. Der ahnungslosen Komtess gelingt es mit der Güte ihres Herzens etwaige Intrigen aufzuklären und wieder Licht in das Leben ihres Ehemannes zu bringen. 

## Produktionsnotizen
Die zweite Frau entstand wohl im Frühherbst 1917, passierte im November desselben Jahres die Zensur und wurde im Dezember 1917 in Berlins Tauentzienpalast uraufgeführt. Der Vierakter besaß  eine Länge von 1589 Meter. In Österreich-Ungarn lief der als Fragment erhaltene Film 1918 an.

## Kritik
Auf stummfilm.at heißt es: “Oswald konzentriert den Stoff auf die Ranküne an einem deutschen Fürstenhof. (…) Die Sensation des Films ist jedoch der wie von magischen Kräften getriebene Jesuit, den Ernst Deutsch in seiner zweiten Filmrolle gibt. Seine asketische Gestalt, mit rabenschwarzen, stechenden Augen, merkwürdig abgewinkeltem Oberkörper, vor dem die Arme wie tentakelhafte Fühler den Raum erkunden, scheint in ihrer expressionistischen Ausdrucksballung die romantischen Klischees und Bilder des Films zerfetzen zu wollen.”